# Championnat NCAA de football américain 2025
Navigation
Édition précédente Édition suivante
Le Championnat NCAA de football américain 2025 est la saison 2025 du championnat de football américain universitaire de Division I (FBS) organisé par la NCAA aux États-Unis. Il rassemble 136 équipes.
La saison régulière débute le 23 août 2025 et se termine le 13 décembre 2025. L'après saison régulière débutera le 13 décembre 2025 et se terminera le 19 janvier 2025 par la finale nationale (College Football Championship Game 2026) qui se déroulera au Hard Rock Stadium de Miami Gardens (Floride. Les deux finalistes seront issus du tournoi réunissant les 12 meilleures équipes de la saison, celles-ci étant désignées par le Comité du College Football Playoff.
La présente saison est considérée également comme la 156e saison de l'histoire du football universitaire, aucun match n'ayant été joué en 1871.

## Changements dans les conférences
Deux programmes universitaires disputent leur première saison FBS en 2025 :
- Le Fightin' Blue Hens du Delaware, issu de la conférence Coastal Athletic Association (en) de la FCS ;
- Les Bears de Missouri State, issus de la conférence Missouri Valley de la FCS.

Ces deux équipes ont commencé leur transition vers la NCAA Division I FBS en 2024 et rejoignent la Conference USA (CUSA) dès juillet 2025,.
Un ancien programme indépendant, UMass, rejoint la Mid-American Conference (MAC) en 2025,.
| Programme      | Ancienne conférence   | Nouvelle conférence |
| -------------- | --------------------- | ------------------- |
| Delaware       | CAA Football (FCS)    | CUSA                |
| Missouri State | Missouri Valley (FCS) | CUSA                |
| UMass          | Independent (FBS)     | MAC                 |

La saison 2025 sera la dernière pour sept programmes dans leurs actuelles conférences,,,,.
| Programme         | Conférence actuelle | Future conférence |
| ----------------- | ------------------- | ----------------- |
| Boise State       | Mountain West       | Pac-12            |
| Colorado State    | Mountain West       | Pac-12            |
| Fresno State      | Mountain West       | Pac-12            |
| Northern Illinois | MAC                 | Mountain West     |
| San Diego State   | Mountain West       | Pac-12            |
| Texas State       | Sun Belt Conference | Pac-12            |
| Utah State        | Mountain West       | Pac-12            |
| UTEP              | CUSA                | Mountain West     |

## Nouvelles règles
Les nouvelles règles suivantes ont été approuvées par le Comité de surveillance des règles de jeu de la NCAA  (NCAA Playing Rules Oversight Committee) le 17 avril 2025 :
- Afin de réduire les blessures simulées, si le personnel médical doit entrer sur le terrain pour soigner un joueur blessé après que le ballon a été repéré par les officiels comme étant prêt à jouer, cette équipe se verra infliger un temps mort (ou une pénalité de cinq mètres pour retard de jeu si elle n'a plus de temps mort). Si cela se produit après le temps mort de deux minutes (et que la blessure est la seule raison pour laquelle le chronomètre s'arrête), 10 secondes seront ajoutées au temps de jeu restant si l'équipe n'a plus de temps mort ;
- À partir de la troisième période de prolongation, les équipes n'auront droit qu'à un seul temps mort jusqu'à la fin du match. Auparavant, les équipes bénéficiaient d'un temps mort pour chaque période de prolongation, y compris les tentatives à deux points qui commencent avec la troisième prolongation ;
- Dès qu'une décision est prise sur les révisions instantanées (révisions vidéos), l'arbitre n'utilisera que les termes « Annulé » et « Confirmé » (Overturned et Upheld). Les termes « Confirmed » ou « Stands » ne seront plus utilisés ;
- Dans les formations de botté de dégagement (punt), aucun joueur ne peut être directement dans la ligne du snap vers un botteur potentiel et aucun joueur ne peut être à l'intérieur du cadre du snapper pour que la formation soit considérée légale. Si ces exigences ne sont pas respectées, cinq joueurs numérotés de 50 à 79 doivent être sur la ligne d'engagement. De plus, si le snapper est au bout d'une ligne, il perd la protection du coup de pied et la défense peut aligner un joueur au-dessus du snapper ;
- Si un joueur de l'équipe recevant le ballon lors d'un coup d'envoi (kickoff) fait un signe « T » avec ses bras, l'équipe abandonne son droit de retourner le coup d'envoi et le jeu sera sifflé mort ;
- Amélioration des règles concernant les mots ou les signaux utilisés pour distraire les adversaires qui tentent de mettre le ballon en jeu : les termes « stem » et « move » ne seraient autorisés que pour les défenses, et les défenses ne peuvent pas utiliser de cadence ou de sons qui simulent les signaux offensifs de l'équipe ;
- Codifiant le changement de règle de la saison 2024 (match Ohio State-Oregon 2024), après le temps mort des deux (dernières) minutes, les équipes qui aligneront 12 joueurs ou plus lors d'un down seront pénalisées de cinq yards, et l'attaque aura la possibilité de réinitialiser le chronomètre de jeu à l'heure du début du jeu. Si le 12e joueur (ou plus) sortait du terrain et n'avait aucune influence sur le jeu, la pénalité de distance s'appliquera, mais aucune option de réinitialisation de l'horloge ne sera disponible ;
- La technologie de communication entraîneur-joueur (point vert sur le casque) actuellement utilisée en FBS sera une option autorisée pour la FCS.

## Matchs inauguraux

### Semaine zéro
La saison régulière débute le samedi 23 août avec quatre matchs lors de la semaine dénommée "zéro" :
| Match        | Match | Match            | Lieu                            |
| ------------ | ----- | ---------------- | ------------------------------- |
| Iowa State   | -     | Kansas State     | Aviva Stadium, Dublin (Irlande) |
| Fresno State | -     | Kansas           | Kansas                          |
| Sam Houston  | -     | Western Kentucky | Western Kentucky                |
| Stanford     | -     | Hawaii           | Hawaii                          |

### 1resemaine
La majorité des équipes de la Division I FBS débutent leur saison le weekend du Jour du Travail (Labour Day). Huit matchs sont joués sur terrain neutre :
| Date         | Match             | Match | Match         | Lieu                                                  | Nom de l’événement      |
| ------------ | ----------------- | ----- | ------------- | ----------------------------------------------------- | ----------------------- |
| 29 août 2025 | Appalachian State | -     | Charlotte     | Bank of America Stadium, Charlotte (Caroline du Nord) | Duke's Mayo Classic     |
| 30 août 2025 | Tennessee         | -     | Syracuse      | Mercedes-Benz Stadium, Atlanta (Géorgie)              | Aflac Kickoff Game (en) |
| 31 août 2025 | South Carolina    | -     | Virginia Tech | Mercedes-Benz Stadium, Atlanta (Géorgie)              | Aflac Kickoff Game (en) |